# Blannay
Blannay es una localidad y comuna francesa situada en la región de Borgoña, departamento de Yonne, en el distrito de Avallon y cantón de Vézelay.

## Demografía
| 323 | 374 | 338 | 316 | 290 | 299 | 281 | 267 | 261 | 272 | 263 | 243 | 255 | 249 | 242 | 220 | 226 | 210 | 215 | 204 | 162 | 141 | 140 | 131 | 134 | 120 | 94 | 119 | 100 | 100 | 107 | 138 | 121 |
| Para los censos de 1962 a 1999 la población legal corresponde a la población sin duplicidades (Fuente: INSEE [Consultar]) |     |     |     |     |     |     |     |     |     |     |     |     |     |     |     |     |     |     |     |     |     |     |     |     |     |    |     |     |     |     |     |     |